# Jetour Dashing
Jetour Dashing — выпускающийся с 2022 года кроссовер бренда Jetour китайской компании Chery.
Представлена в апреле 2022 года, на домашний рынок Китая вышла в сентябре по цене от 99 900 до 169 900 юаней.
На рынке России с июля 2023 года.

## Технические характеристики
Привод — передний. Двигатели бензиновые: 1,5-литровый турбомотор мощностью 156 л. с. в паре с 6-ступенчатой «механикой» или 6-ступенчатым «роботом» с двойным сцеплением или 1,6-литровый турбомотор мощность 197 л. с. в паре с 7-ступенчатым «роботом». Также имеется «гибридный» вариант PHEV plug-in с 1,5-литровым турбомотором и 3-ступенчатой DHT, мощностью 326 л. с., запас хода на электричестве составляет 100 км.

## Галерея

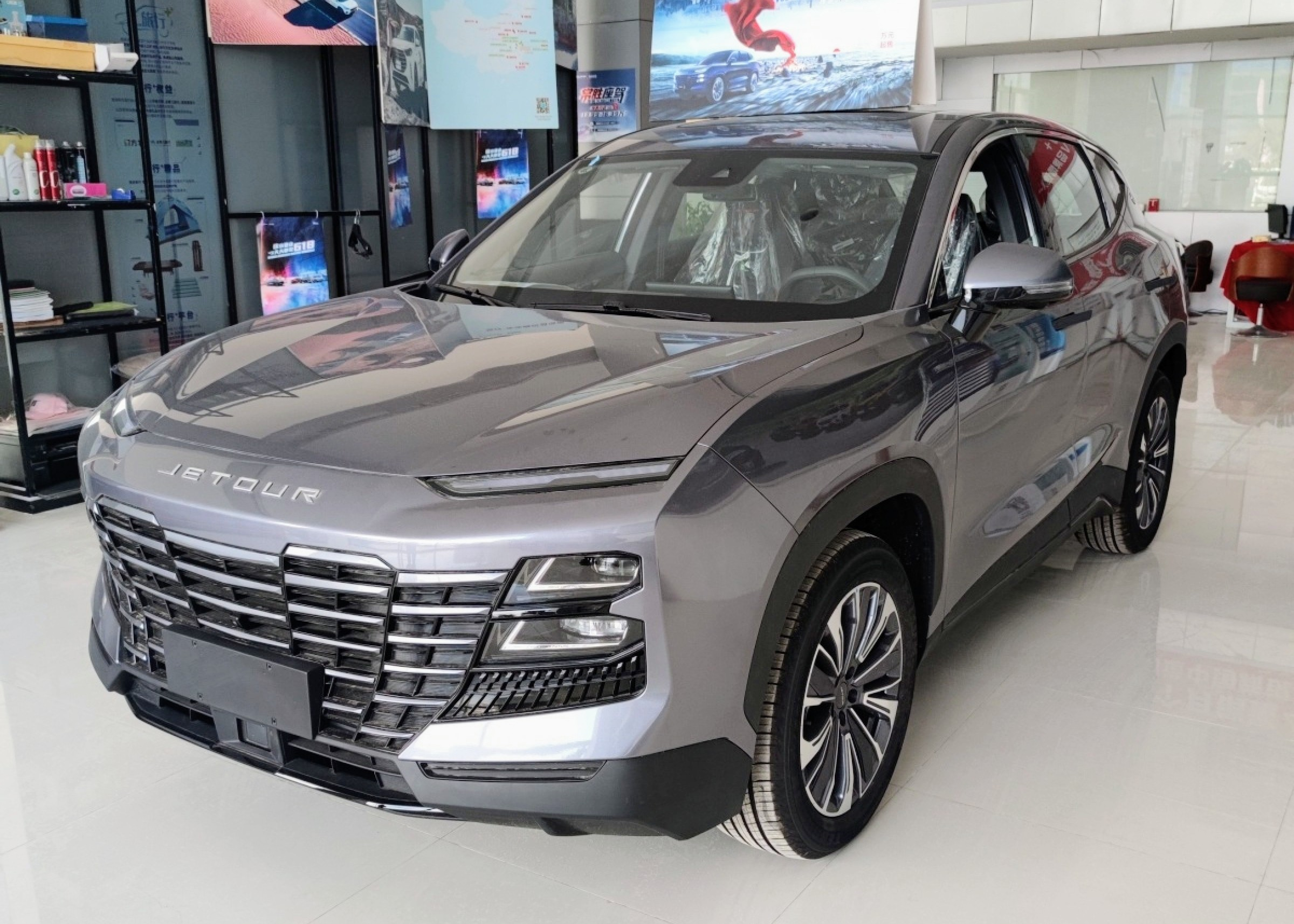
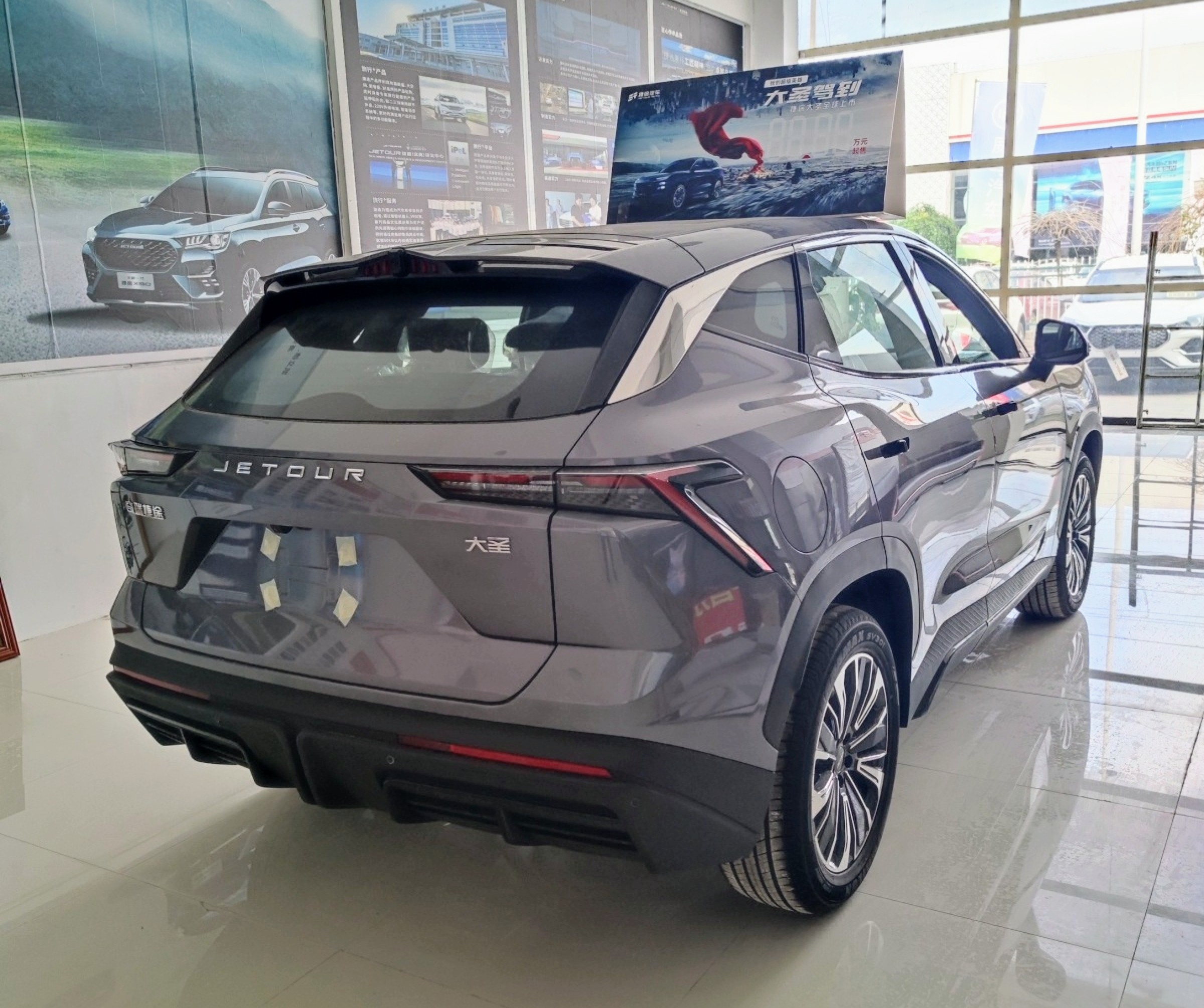
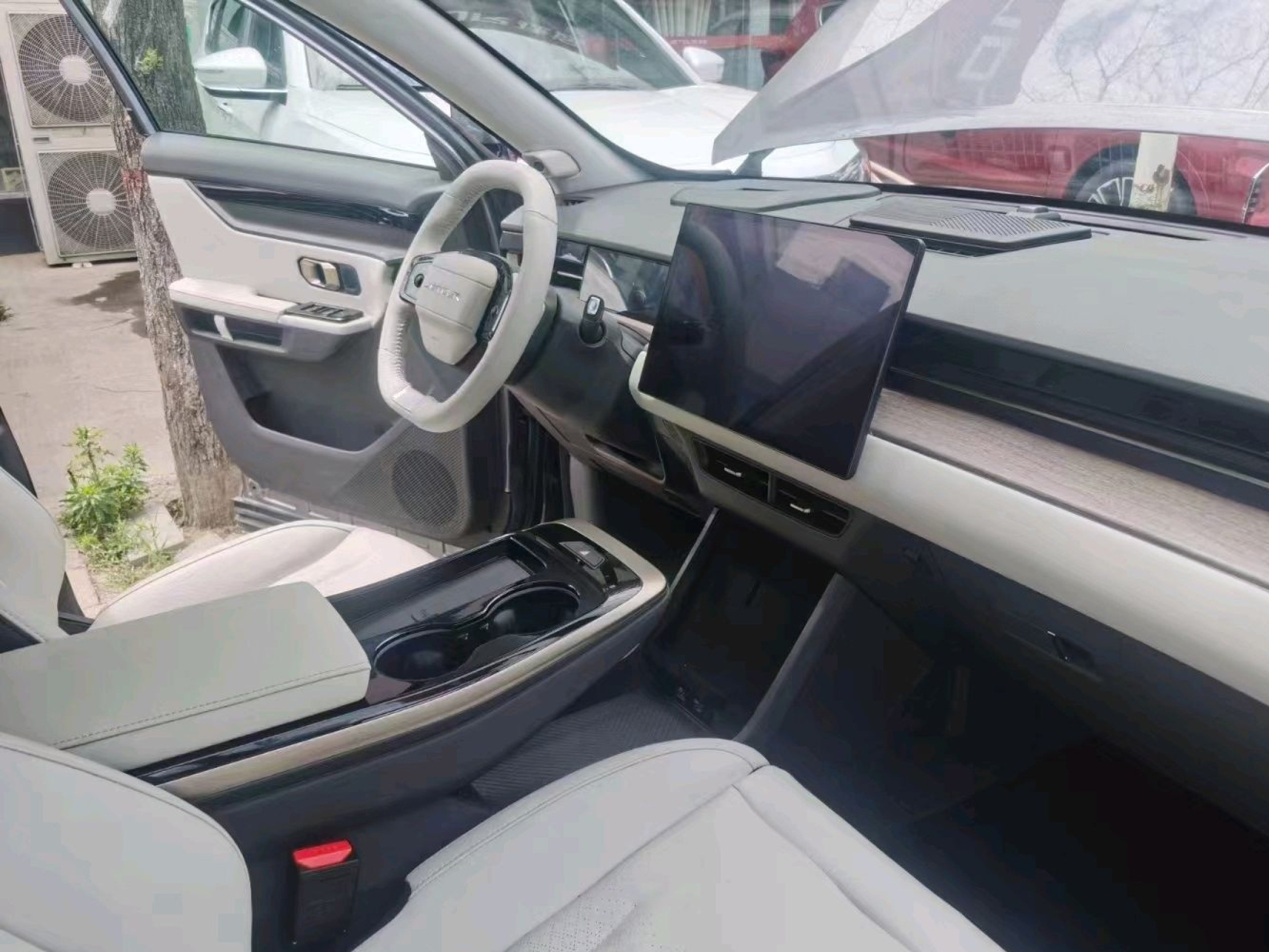

| Год  | Объём продаж |
| ---- | ------------ |
| 2022 | 14 625       |
| 2023 | 41232        |

## В России

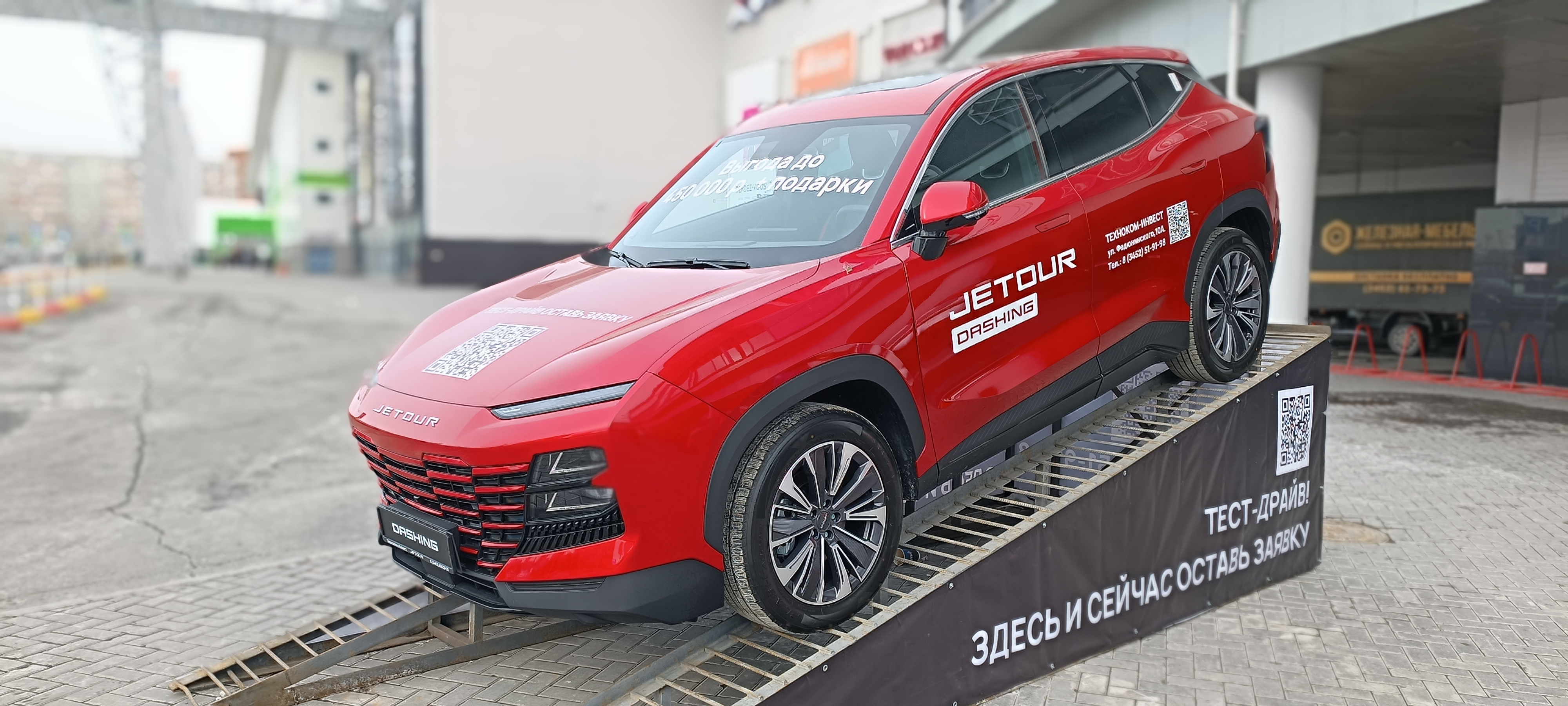

В России модель была официально представлена в марте 2023 года, начало продаж анонсировано на май, продажи начаты в июне в пяти комплектациях по ценам от 2 389 900 рублей до 3 089 900 рублей. За пять месяцев к ноябрю 2023 года на учёт в России был поставлен 3 531 зарегистрированный автомобиль Jetour Dashing.
В ноябре 2024 года ожидается вывод полноприводной модификации, сделанной специально для России, версия модели с приводом на четыре колеса отсутствует даже в Китае. Вероятно, систему полного привода позаимствуют у модели Chery Tiggo 7 Pro Max, и возможно сборка начнётся в России.

## Тест-драйвы
- Jetour Dashing: дизайн-ловушка, в которую чуть не попал Олег Растегаев // Авторевю, № 20, 2023
- Где же у него кнопка? Тест-драйв Jetour Dashing // Колёса.ру, 1 сентября 2023
- Когда дизайн превыше всего. Какие противоречия нашлись в ходе тест-драйва Jetour Dashing // Портал «Китайские автомобили», 1 октября 2023
- Горе от ума и «передача инфекции»: первый тест-драйв Jetour Dashing // Дром.ру, 3 октября 2023